# Antonio Valentín Angelillo
Antonio Valentín Angelillo (Buenos Aires, 1937. szeptember 5. – Siena, 2018. január 5.) válogatott argentin-olasz labdarúgó, edző.

## Pályafutása

### Klubcsapatban
1952 és 1955 között az Arsenal de Llavallol korosztályos csapatában kezdte a labdarúgást. 1955-ben a Racing, 1956-57-ben a Boca Juniors labdarúgója volt. 1957-ben Olaszországba szerződött. 1957 és 1961 között az Internazionale csapatában szerepelt és az 1958–59-es idényben gólkirály lett 33 góllal. 1961 és 1965 között az AS Roma játékosa volt. Tagja volt az 1960–61-es idényben vásárvárosok kupája-győztes, 1964-ben olasz kupa-győztes együttesnek. 1965–66-ban az AC Milan, 1966–67-ben a Lecco, 1967–68-ban ismét a Milan labdarúgója volt. Ez utóbbi szezonban bajnokságot nyert a csapattal. Az 1968–69-es idényben a Genoa színeiben játszott. 1969 és 1971 között az Angelana játékos-edzőjeként fejezte az aktív labdarúgást.

### A válogatottban
1955 és 1957 között 11 alkalommal szerepelt az argentin válogatottban és 11 gólt szerzett. Tagja volt az 1957-es Copa América-győztes csapatnak. 1960 és 1962 között két alkalommal játszott az olasz válogatottban és egy gólt szerzett.

### Edzőként
1969 és 1992 között edzőként tevékenykedett főleg olasz kluboknál. Többek között a Campobasso, a Brescia, a Pescara, az Arezzo, az Avellino és a Palermo vezetőedzője volt. 1988 és 1990 között Marokkóban dolgozott. 1988 és 1990 között a FAR Rabat szakmai munkáját irányította. 1989-től a marokkói válogatott szövetségi kapitánya is volt 1990-ig.

## Sikerei, díjai
Argentína
- Copa América
  - győztes: 1957

 Internazionale
- Olasz bajnokság (Serie A)
  - gólkirály: 1958–59 (33 gól)

 AS Roma
- Olasz kupa (Coppa Italia)
  - győztes: 1964
- Vásárvárosok kupája (VVK)
  - győztes: 1960–61

 AC Milan
- - bajnok: 1967–68